# Heinrich Krause
Heinrich Krause (9 de junio de 1885, Rodaun (Asutria) - 30 de julio de 1983, Viena) fue un pintor austríaco.

## Vida
Enrique Krause recibió su formación en la Academia de Bellas Artes de Viena con los profesores Julio Victor Berger y Christian Griepenkerl; de 1903 por Kasimir Pochwalski y finalmente por Albin Egger-Lienz, de la que fue fuertemente influenciado. 
De 1914 a 1937 fue miembro de la Secesión de Viena. Desde 1937 fue miembro y miembro honorario de la tarde Künstlerhaus de Viena.

## Premios
- 1925 Premio de Arte de la Ciudad de Viena
- 1928 Premio del Estado Austriaco
- 1937 Premio Estatal de Austria, miembro de la Künstlerhaus
- 1940 Premio de la Ciudad de Viena
- 1942 Medalla de Oro de la Künstlerhaus de Viena
- 1955 Laurel de Oro de la Künstlerhaus de Viena
- 1961 de la Cruz de Honor de Austria para la Ciencia y el Arte
- 1963 Gran Medalla de Oro de la Künstlerhaus
- 1965 y reconocimiento del estado de Honor Premio Waldmüller
- 1970 Premio del Ministerio Federal de Educación y las Artes